# Cantó de Masseuva
Masseuva és un cantó del departament francès del Gers amb les següents comunes:
- Arroeda
- Aujan e Morneda
- Aussòs
- Belagarda e Adolins
- Besuas e Bajon
- Cabàs e Lo Massès
- Shelan
- Cuelàs
- Esclassan e La Bastida
- La Lana Arquèr
- Lortias e Montbrun
- Manent e Montaner
- Masseuva
- Montbardon
- Montlaur e Vernet
- Lo Mont d'Astarac
- Montias
- Panassac
- Ponsan Sobiran
- Sent Arroman
- Sent Blancat
- Samaran
- Sarcòs
- Cèra

## Història
| Data d'elecció                           | Identitat      | Partit | Qualitat |
| ---------------------------------------- | -------------- | ------ | -------- |
| 1985-1997                                | Joseph Lamothe | PCF    |          |
| 1997-                                    | Georges Barthe | UMP    |          |
| les dades anteriors no són pas conegudes |                |        |          |
|                                          |                |        |          |

## Demografia
| 1962  | 1968  | 1975  | 1982  | 1990  | 1999  | 2006  |
| ----- | ----- | ----- | ----- | ----- | ----- | ----- |
| 4.545 | 4.998 | 4.549 | 4.546 | 4.432 | 4.461 | 4.773 |